# ディートマー・ヴォイトケ
フーベルト・ディートマー・ヴォイトケ（ドイツ語: Hubert Dietmar Woidke、1961年10月22日 - ）は、ドイツの政治家。2013年から、ブランデンブルク州首相を務める。ドイツ社会民主党（SPD）所属。

## 経歴
旧東ドイツのフォルスト（現在のブランデンブルク州内）で生まれる。1980年にアビトゥーアを取得。1982年からベルリンのフンボルト大学で農学を学び、1987年に卒業している。卒業後は、同大学で科学助手を1990年まで務めた。1990年から1992年まで、バイエルン州の飼料メーカー（Sano-Mineralfutter GmbH）で働き、1992年から1994年まではシュプレー＝ナイセ郡の農業環境部長を務めた。1993年には博士号を取得。

### 政治活動
1993年にドイツ社会民主党（SPD）に入党。1994年のブランデンブルク州議会選挙に立候補し、初当選。1998年から2003年まではシュプレー＝ナイセ郡議会議員も務めた。
2004年にブランデンブルク州政府の農村開発・環境・消費者保護大臣に就任。2009年の州議会選挙ではSPDが第1党を維持し左翼党との連立で州政権が発足したが、女性閣僚の割合を高めるためにヴォイトケは入閣しなかった。しかし、2010年に内務大臣のライナー・シュペーアが辞任したため、その後任の内務大臣に任命され、再入閣した。
2013年7月29日、ブランデンブルク州首相でSPD州支部代表を務めるマティアス・プラツェックが、健康上の理由からすべての公職を辞することを発表。8月26日に開かれた党大会で後任の州支部代表にヴォイトケが選出された。

### ブランデンブルク州首相

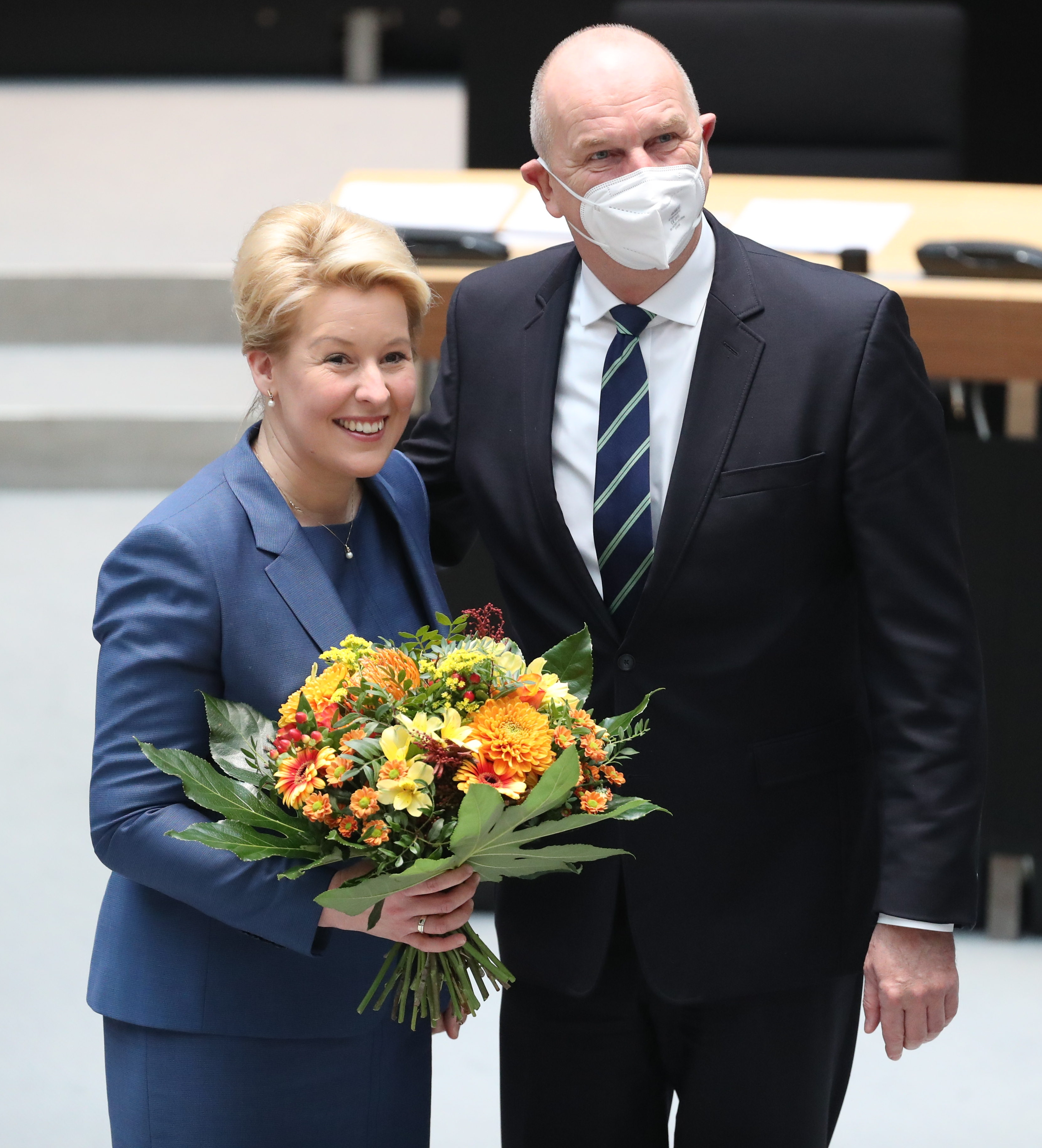
ベルリン市長に就任したフランツィスカ・ギファイと（2021年12月21日）

8月28日、ブランデンブルク州議会の87名の議員のうち59票の賛成票を得て、州首相に選出された。2014年の州議会選挙ではSPDは第1党を維持し、再び左翼党と連立協定を締結。州議会で87票中47票を獲得して州首相に選出され、第2次政権を発足させた。
2019年の州議会選挙でもSPDは第1党を維持したものの、得票率は26.2%（前回比5.7%減）と東西ドイツ統一後30年で最低を記録した。一方で、極右政党のドイツのための選択肢が大幅に得票率を増やして、第2党に躍進した。SPDは連立相手を左翼党から変えて、キリスト教民主同盟と同盟90/緑の党と連立協定を結び、ヴォイトケが州首相に再選された（賛成47票、反対37票、棄権3票）。